# 제시카 세인트 클레어
제시카 세인트 클레어(Jessica St. Clair, 1977년 9월 21일 ~ )는 미국의 배우, 텔레비전 배우, 팟케스터, 각본가, 성우, 영화배우이다.
웨스트필드에서 태어났다.

## 방송
- 플레잉 하우스 시즌2
- 플레잉 하우스 시즌1
- 베스트 프렌즈 포에버

## 영화
- 라이크 어 보스 (2020년)
- 플레잉 하우스 시즌2 (2015년)
- 애딕티드 투 프레스노 (2015년)
- 플레잉 하우스 시즌1 (2014년)
- 이너프 세드 (2013년) - 신시아 역
- 애프터눈 딜라이트 (2013년) - 스테파니 역
- 베스트 프렌즈 포에버 (2012년)
- 원더러스트 (2012년)
- 내 여자친구의 결혼식 (2011년) - 휘트니 역
- 커플로 살아남기 (2010년) - 베스 역
- 내겐 너무 과분한 그녀 (2010년) - 데비 역
- 마더후드 (2009년)
- 유나이티드 스테이트 오브 타라 (2009년) - 티파니 세인트 클레어 역
- 테이킹 챈스 (2009년)
- 더 굿: 리브 하드, 셀 하드 (2009년)
- 스테이 쿨 (2009년)
- 사랑은 너무 복잡해 (2009년)
- 컬리지 로드 트립 (2008년)
- 포 유어 컨시더레이션 (2006년)
- 위즈 시즌1 (2005년)